# Apellidos ecuatorianos
En Ecuador los apellidos de una personas son registrados en la Dirección General de Registro Civil, a finales del 2015 se aprobó una ley que cambia de nombre a esta institución por el de Dirección Nacional de Gestión de la Identidad y Datos Civiles. Un cambio importante que se realizó con esta nueva ley, fue el de tener la opción de consensuar el orden de los apellidos.

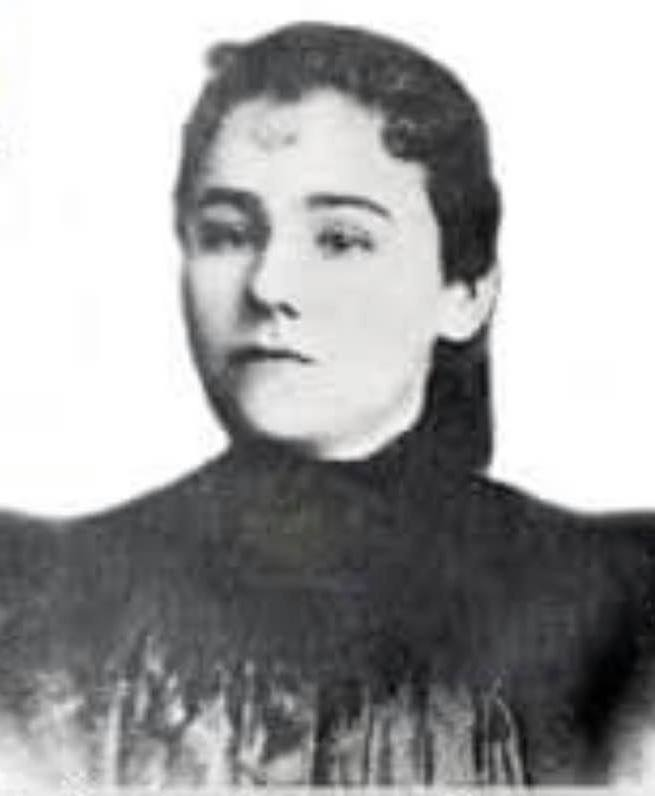
Esther Concha Torres de Tamayo, apellido de casada
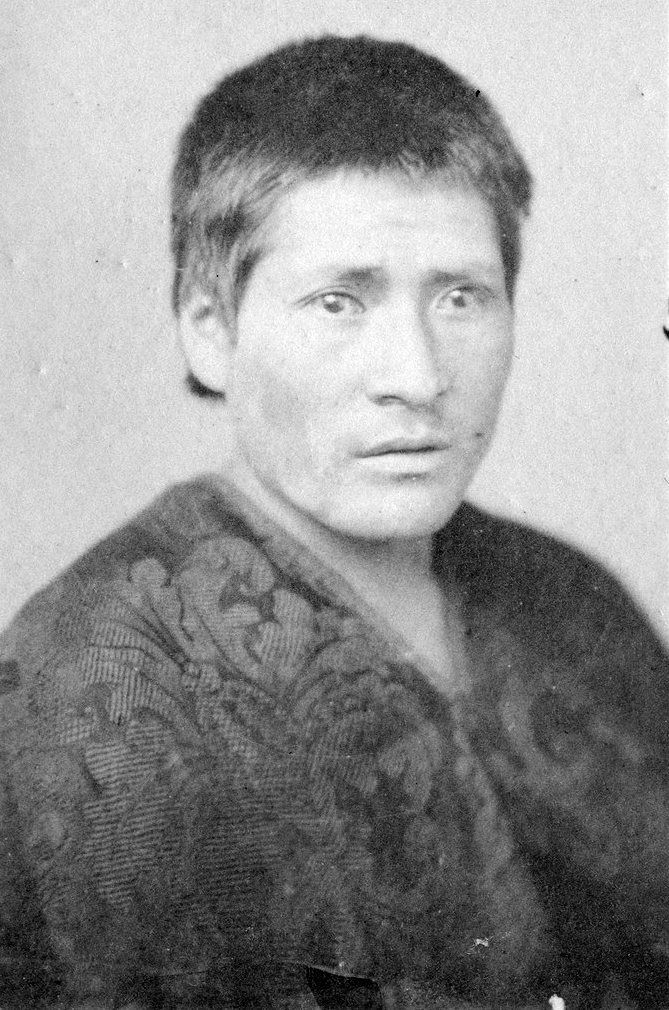
Fernando Daquilema, apellido de la región Sierra

## Apellidos hispánicos
Son los apellidos más comunes entre los ecuatorianos dado que llegaron junto a los conquistadores españoles. El apellido Zambrano lidera en Ecuador, seguido muy de cerca por Sánchez, López y Rodríguez.

## Apellidos escasos
En Ecuador, según documentos que datan desde 1800 del registro administrativo de apellidos del Instituto de Estadísticas y Censos, los apellidos más escasos son: Arroyave, Marthinez, Bartus, Attia, Andre, Titu, Iguacunchi, Pedroza, Trochez y Zuquillo. Según los historiadores y genealogistas la escasez de estos apellidos se deben al alto índice de mujeres y muertes infantiles en la familia.

## Apellidos extintos
A través de los años es el país se han extinto 391 apellidos, ejemplo de aquellos apellidos son Alangací y Chiscueta cuyos últimos registros datan de los años 1916 y 1908 respectivamente.

## Apellidos de la costa
De la región litoral, especialmente de la péninsula de Santa Elena, tenemos apellidos de descendientes de la tribu Colonchis, algunos de ellos son: Balón, Tomalá, Borbor, Catuto, Guale, Caiche.

## Apellidos de la sierra
El 92% de los apellidos no hispánicos son quichua, el resto son cañari, paltas, malacato y shuar, los apellidos indígenas están registrados desde 1673 en la parroquia Guambaló del cantón Pelileo (Tungurahua), sin embargo, los escribanos hispanos escribieron como palabras independientes lo que oyeron de la oralidad, sin conocimiento de su cultura. Razón por la cual existen apellidos que fueron compuestos de dos palabras quichuas, o hibridación de palabras quichuas y castellano, entre estos apellidos están:
Chimbo, apellido topónimo que guarda relación con el Chimborazo, el nombre del nevado más alto del Ecuador (6.310 m.)
Gualpa, se traduce como un ave, gallina o pava. 
Guamán, Gavilán en español.
Pantaguano, compuesta por dos palabras quichuas: panda-guano.
Quishpe,  que es liberado.
Quintana, significa casa de recreo.

## Mujeres casadas
Antiguamente por tradición y costumbres las mujeres casadas adoptaban el apellido del esposo con la preposision «de» como señal de su estatus de casada, La ley en Ecuador señala desde 1976 la opción de adoptar el apellido del esposo.
«Art. 82.- Mujer casada, viuda, divorciada o separada judicialmente.- La mujer casada podrá agregar a su apellido el de su marido, precedido de la preposición "de"».
Un ejemplo de aquellas épocas fue Matilde Hidalgo de Procel, activista por los derechos de la mujer, quien en su vida uso el apellido de su esposo, actualmente para referirse a ella se la menciona con el apellido materno «Navarro».